# Открытый чемпионат Франции по теннису 2010
Открытый чемпионат Франции 2010 — 109-й розыгрыш ежегодного профессионального теннисного турнира серии Большого шлема, проводящегося во французском Париже на кортах местного теннисного центра «Roland Garros». Традиционно выявляются победители соревнования в девяти разрядах: в пяти — у взрослых и четырёх — у старших юниоров.
В 2010 году матчи основных сеток прошли с 23 мая по 6 июня. Соревнование традиционно завершало основной сезон турниров серии на данном покрытии.
Прошлогодние победители среди взрослых:
- в мужском одиночном разряде —  Роджер Федерер
- в женском одиночном разряде —  Светлана Кузнецова
- в мужском парном разряде —  Леандер Паес и  Лукаш Длоуги
- в женском парном разряде —  Анабель Медина Гарригес и  Вирхиния Руано Паскуаль
- в смешанном парном разряде —  Лизель Хубер и  Боб Брайан

## Соревнования

### Взрослые

#### Мужчины. Одиночный турнир
Рафаэль Надаль обыграл  Робина Сёдерлинга со счётом 6-4, 6-2, 6-4.
- Надаль выигрывает 1-й титул в сезоне и 7-й за карьеру на турнирах серии.
- Сёдерлинг уступает 1-й финал в сезоне и 2-й за карьеру на соревнованиях серии.

#### Женщины. Одиночный турнир
Франческа Скьявоне обыграла  Саманту Стосур со счётом 6-4, 7-6(2).
- представительница Италии впервые победила на турнире серии.

#### Мужчины. Парный турнир
Ненад Зимонич /  Даниэль Нестор обыграли  Лукаша Длоуги /  Леандра Паеса со счётом 7-5, 6-2.
- Зимонич выигрывает 1-й титул в сезоне и 3-й за карьеру на турнирах серии.
- Нестор выигрывает 1-й титул в сезоне и 6-й за карьеру на турнирах серии.

#### Женщины. Парный турнир
Серена Уильямс /  Винус Уильямс обыграли  Квету Пешке /  Катарину Среботник со счётом 6-2, 6-3.
- сёстры впервые за 11 лет выигрывают французский турнир серии.
- сестры выигрывают 2-й титул в сезоне и 12-й за карьеру на турнирах серии.

#### Микст
Катарина Среботник /  Ненад Зимонич обыграли  Ярославу Шведову /  Юлиана Ноула со счётом 4-6, 7-6(5), [11-9].
- Среботник выигрывает 1-й титул в сезоне и 4-й за карьеру на турнирах серии.
- Зимонич выигрывает 1-й титул в сезоне и 4-й за карьеру на турнирах серии.

### Юниоры

#### Юноши. Одиночный турнир
Агустин Велотти обыграл  Андреа Колларини со счётом 6-4, 7-5.
- представитель Аргентины побеждает на турнире впервые с 1999 года.

#### Девушки. Одиночный турнир
Элина Свитолина обыграла  Унс Джабир со счётом 6-2, 7-5
- представительница Украины впервые побеждает на этом турнире.

#### Юноши. Парный турнир
Дуильо Беретта /  Роберто Кирос обыграли  Факундо Аргуэльо /  Агустина Велотти со счётом 6-3, 6-2.
- представитель Перу побеждает на турнире впервые с 1997 года.
- представитель Эквадора побеждает на турнире впервые с 1994 года.

#### Девушки. Парный турнир
Тимея Бабош /  Слоан Стивенс обыграли  Лару Арруабарена /  Марию-Тересу Торро-Флор со счётом 6-2, 6-3.
- представительница Венгрии побеждает на турнире впервые с 2005 года.
- представительница США побеждает на турнире впервые с 1995 года.